# Kairuku
Kairuku (лат.) — ископаемый род птиц из отряда пингвинообразных (Sphenisciformes), найденный в Новой Зеландии (формация Kokoamu Greensand). Их рост достигал 1,3 метра, а вес — до 60 кг. Возраст останков оценивается поздним олигоценом (около 27 миллионов лет).

## Описание
Kairuku grebneffi имел более длинные ласты и клюв, а также более изящное телосложение, чем современные виды пингвинов.
В 2006 году в Новой Зеландии была обнаружена окаменелость пингвина из рода Kairuki, а в 2021 году было определено что окаменелость принадлежит новому виду пингвинов, отличающемуся от других пингвинов рода Kairuki более длинными ногами. Данному виду пингвинов было дано название Kairuku waewaeroa.

## Этимология
Родовое название Kairuku на языке маори означает «ныряльщик, возвращающийся с едой».

## Виды
В род включают три вымерших вида:
- Kairuku grebneffi Ksepka, Fordyce, Ando & Jones, 2012
- Kairuku waitaki Ksepka, Fordyce, Ando & Jones, 2012typus
- Kairuku waewaeroa[3]